# جيني تينموث
جيني تينموث (بالإنجليزية: Jenny Tinmouth)‏ مواليد 3 أغسطس 1978 في تشستر، هي متسابقة دراجات نارية إنجليزية. نافست في كأس جزيرة مان السياحية وبطولة العالم للسوبرسبورت.

## وصلات خارجية
- جيني تينموث على موقع WorldSBK.com (الإنجليزية)

- الموقع الإلكتروني